# 公德林街道
公德林街道（藏語：ཀུན་བདེ་གླིང་），是中华人民共和国西藏自治区拉萨市城关区下辖的一个乡镇级行政单位。

## 行政区划
公德林街道下辖以下地区：
加措社区、拉鲁社区、幸福社区和雪社区。